# Mechanitis utemaia
Mechanitis utemaia är en fjärilsart som beskrevs av Tryon Reakirt 1866. Mechanitis utemaia ingår i släktet Mechanitis och familjen praktfjärilar. Inga underarter finns listade i Catalogue of Life.